# جورج آنسون
جورج آنسون (انگلیسی: George Anson؛ ۱۳ اکتبر ۱۷۹۷ – ۲۷ مه ۱۸۵۷) فرد نظامی اهل پادشاهی متحد بریتانیای کبیر و ایرلند بود. وی همچنین برندهٔ جوایزی همچون نشان حمام شده‌است.